# Pearson (série télévisée)
Pour les articles homonymes, voir Pearson.
Suits : Avocats sur mesure Suits: L.A.
Pearson est une série télévisée américaine créée par Aaron Korsh et Daniel Arkin qui a été diffusée en première sur USA Network. C'est une série dérivée (spin-off en anglais) de Suits : Avocats sur mesure, centrée sur Jessica Pearson, à nouveau incarnée par Gina Torres. La série est diffusée depuis le 17 juillet 2019 et a été annulée en octobre 2019 après une seule saison.
En France, elle a été diffusée intégralement le 11 novembre 2019 sur le service Prime Video.

## Synopsis
La puissante avocate Jessica Pearson entre dans le monde trouble de la politique à Chicago.

## Distribution

### Acteurs principaux
- Gina Torres (VF : Annie Milon) : Jessica Pearson
- Bethany Joy Lenz (VF : Jessie Lambotte) : Keri Allen
- Simon Kassianides (VF : Serge Faliu) : Nick D'Amato
- Eli Goree (VF : Mike Fédée) : Derrick Mayes
- Chantel Riley (VF : Déborah Claude) : Angela Cook
- Morgan Spector (VF : François Raison) : Mayor Bobby Novak
- Isabel Arraiza (VF : Ségolène Alunni) : Yoli Castillo

### Acteurs récurrents
- D. B. Woodside (VF : Jean-Louis Faure) : Jeff Malone
- Wayne Duvall (VF : Patrick Pellegrin) : Pat McGann
- Betsy Brandt (VF : Brigitte Guedj) : Stephanie Novak[5]

### Acteurs invités
- Gabriel Macht : Harvey Specter[6]
- Rick Hoffman : Louis Litt[7]